# Alby
Alby es un barrio y una parte del área urbana del municipio de Botkyrka, ubicado al sudoeste de Estocolmo en Suecia. Alby tiene su propia estación de metro. Contiene aproximadamente 3000 apartamentos y una población de más de 10 000 habitantes. 
Hay más localidades en Suecia que llevan el nombre Alby.

## Galería

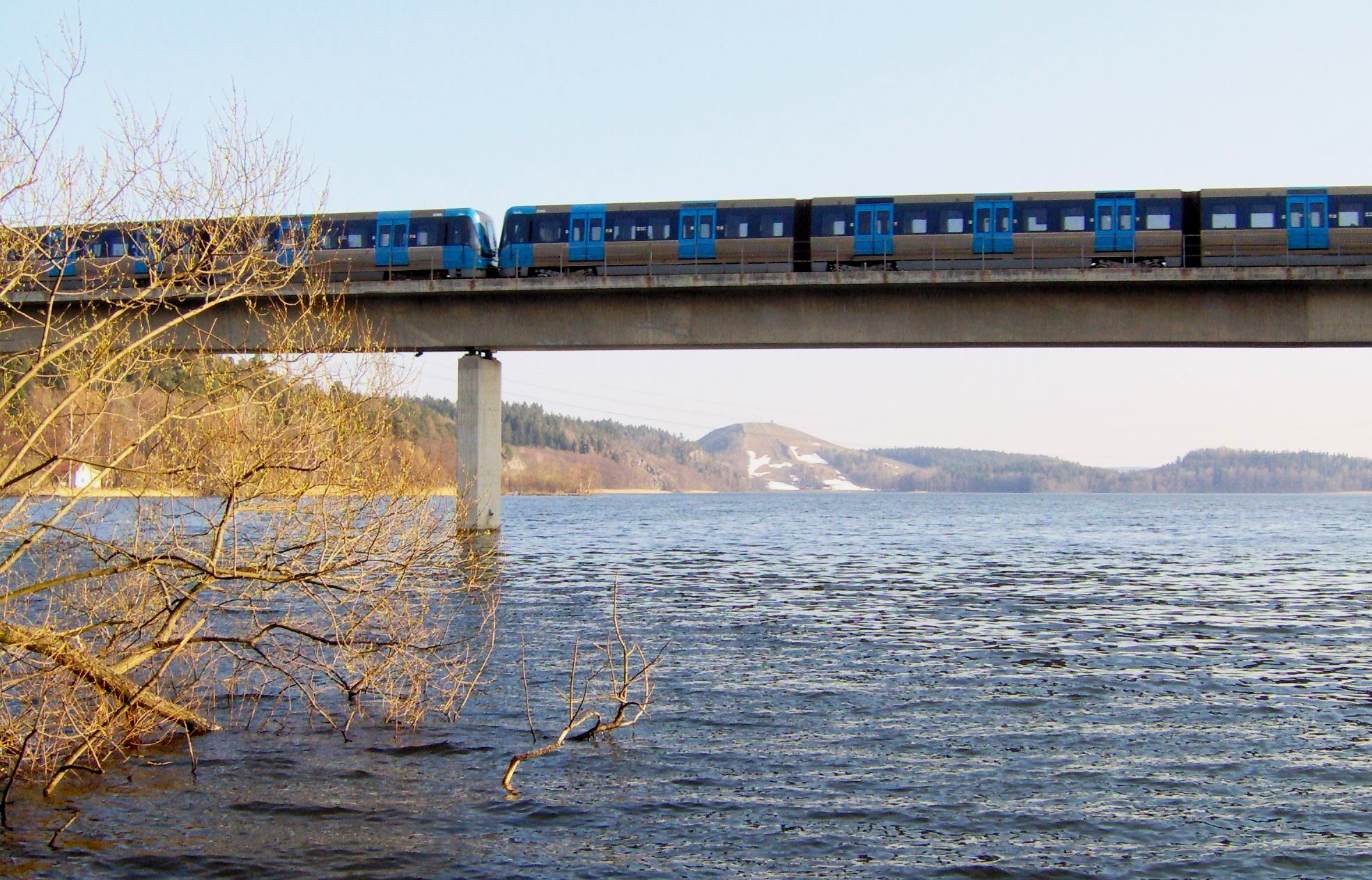
Metro de Estocolmo sobre Albysjön
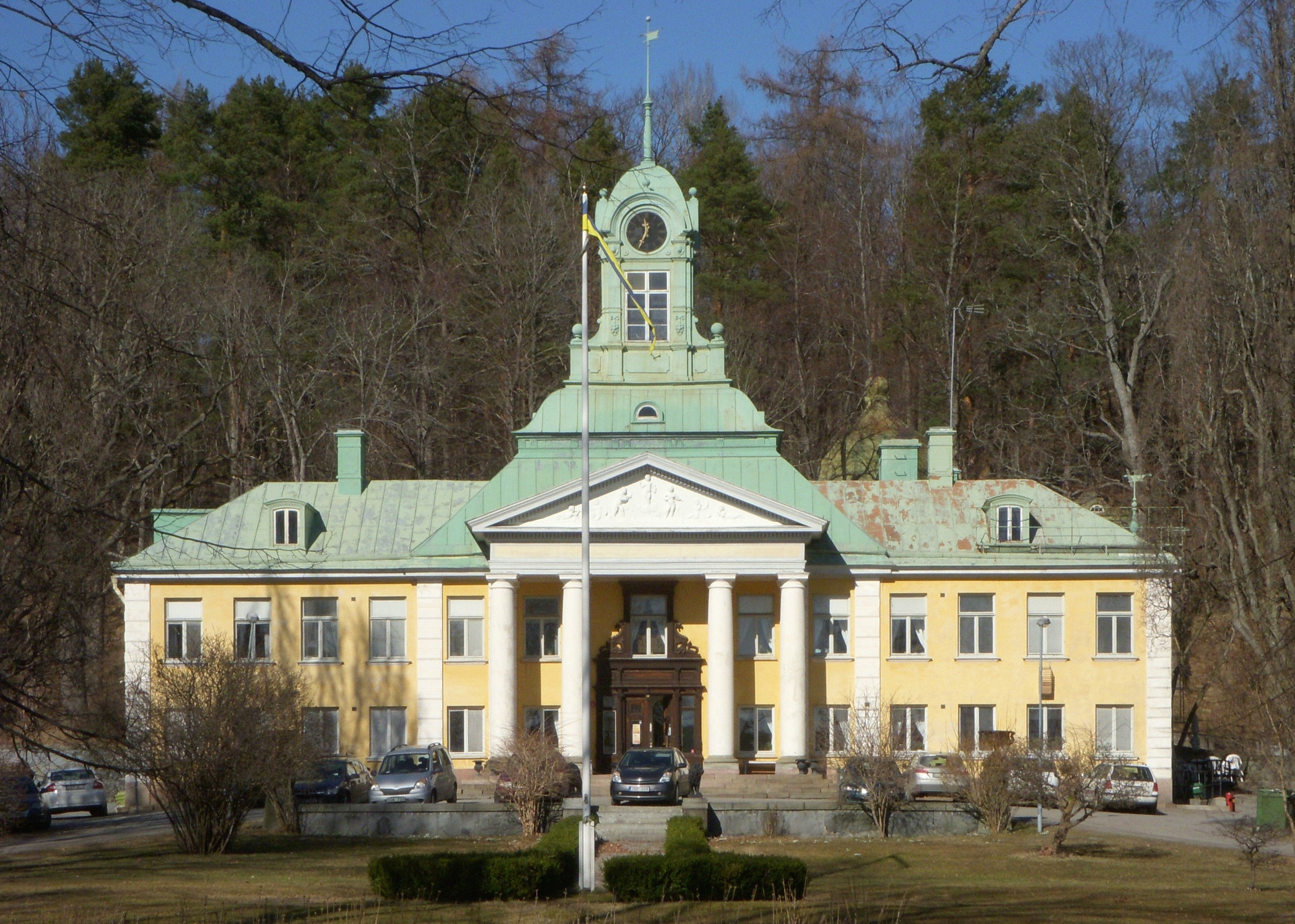
Alby gård, March 2012
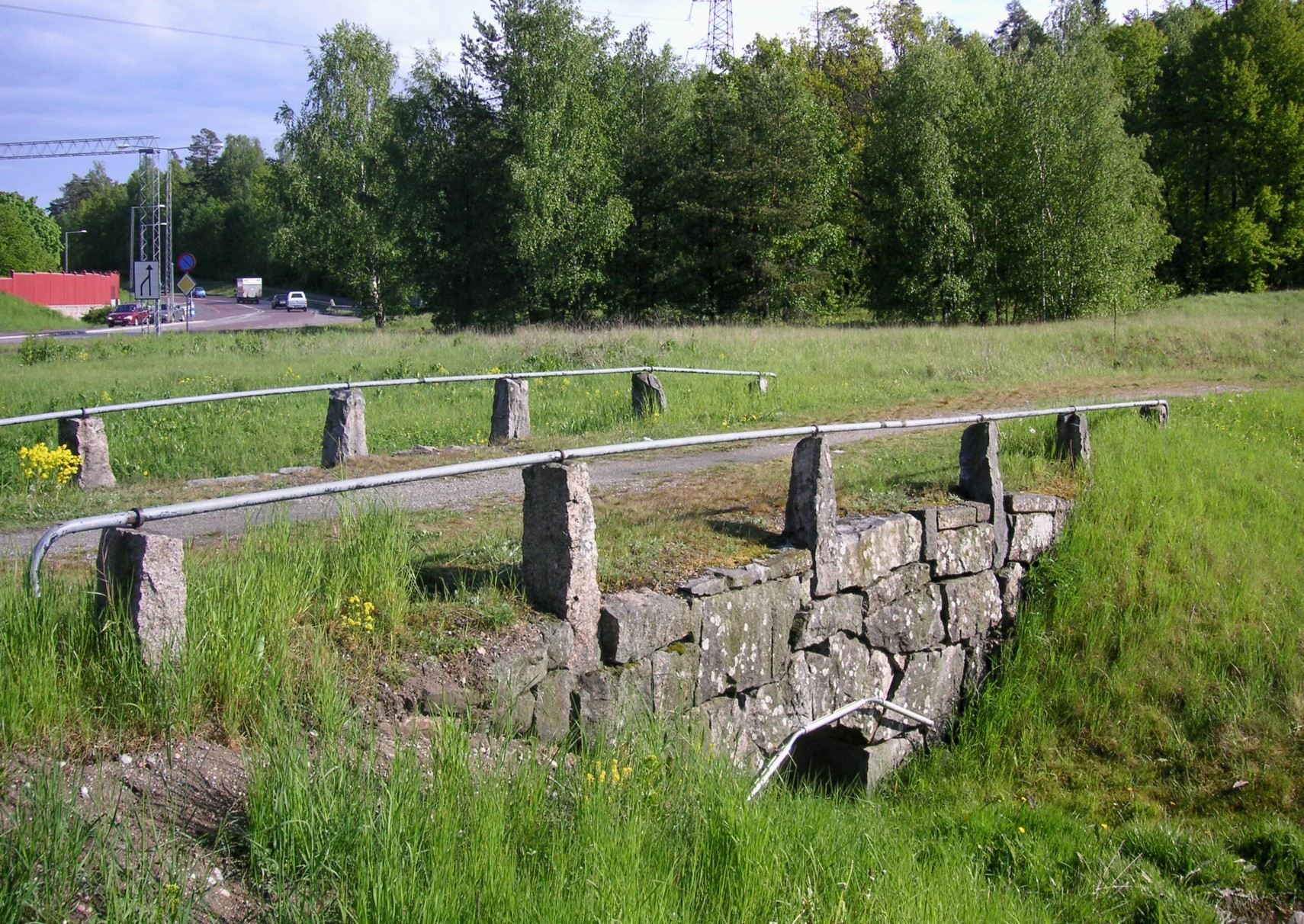
puente de piedra, Alby
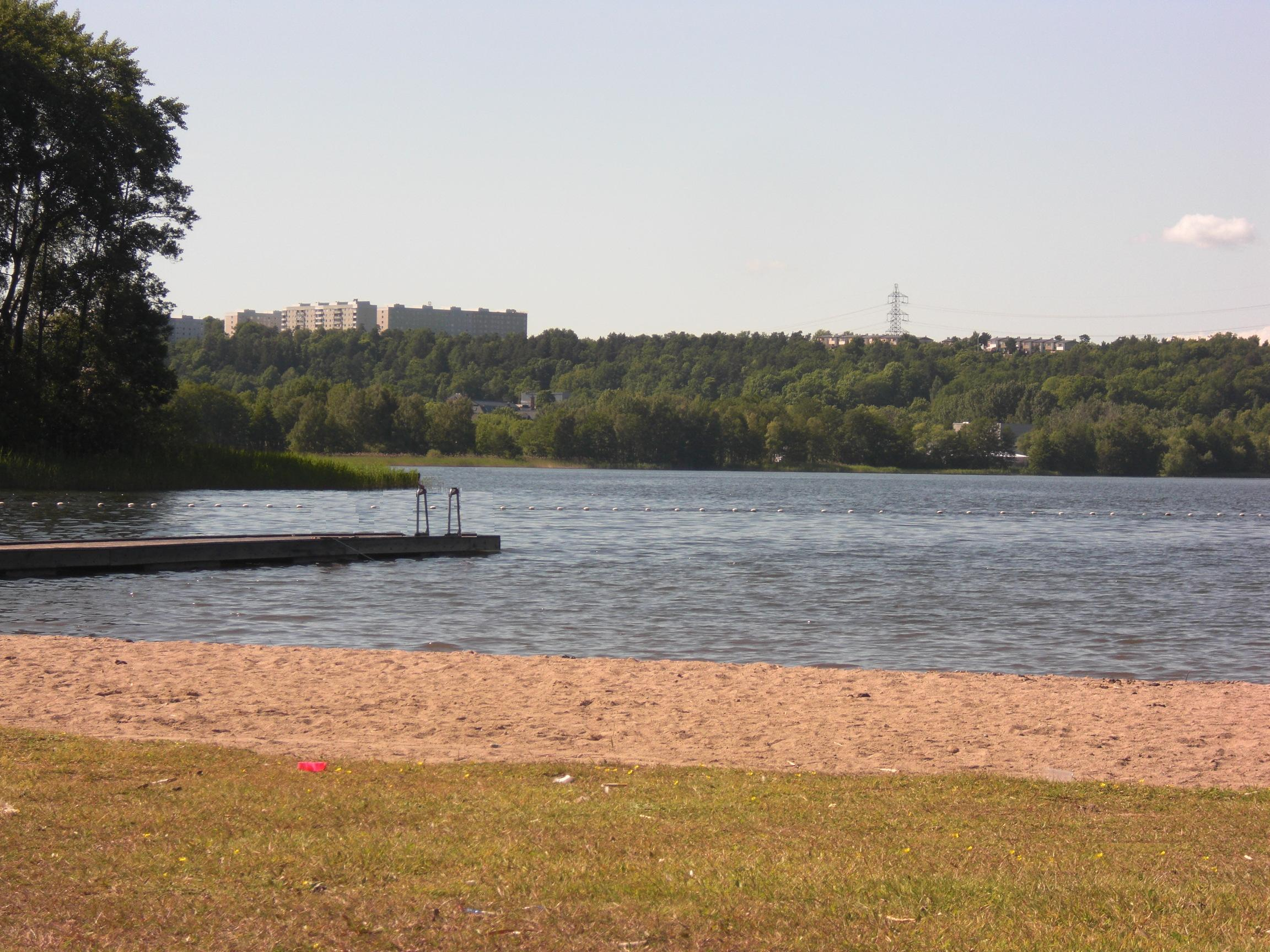
Colina en Alby desde Flottsbro